# Fania Fénelon
Pour les articles homonymes, voir Fénelon (homonymie).
Fania Fénelon, née Fanny Goldstein, est une chanteuse, pianiste et écrivaine française née le 2 septembre 1908 dans le 8e arrondissement de Paris et morte le 19 décembre 1983 au  Kremlin-Bicêtre. Elle est principalement connue pour son livre Sursis pour l’orchestre qui relate sa survie dans divers camps d’extermination et de concentration.

## Biographie
Fania (Fanny) Goldstein naît le 2 septembre 1908 dans le 8e arrondissement de Paris. Elle est la fille de Jules Goldstein, ingénieur dans l'industrie du caoutchouc issu d’une famille de commerçants juifs établis à Rostov-sur-le-Don, et de Marie née Maria Davidovna Bernstein, originaire de la même ville mais catholique. Elle a deux frères, Léonide et Michel.
Elle fréquente le Conservatoire de Paris où elle obtient un premier prix de piano auprès de Germaine Martinelli. La nuit, elle chante dans les bars. Son mariage avec Silvio Perla, un athlète suisse, spécialiste du 5 000 m, se termine par un divorce.
Durant la Seconde Guerre mondiale, elle soutient la résistance contre les nazis et est déportée à Auschwitz, où elle est membre de l'Orchestre des femmes. Plus tard, elle est transférée à Bergen-Belsen, d'où elle est libérée en 1945. Alors qu'elle semble souffrir du typhus et est très amaigrie, elle chante pour la BBC le jour de sa libération par les troupes britanniques.
Elle acquiert la célébrité dans les cabarets parisiens sous le nom de scène de Fania Fénelon. En 1966, elle déménage à Berlin-Est avec son compagnon et enseigne la chanson à Leipzig. Elle revient en France après la mort de son ami.
De 1973 à 1975, elle écrit un livre Sursis pour l'orchestre où elle relate son histoire et celle d’autres femmes de l’orchestre à partir du journal qu'elle tenait. Le livre est critiqué en raison de son portrait peu flatteur d'Alma Rosé mais rencontre assez de succès pour être adapté en téléfilm sous le nom de Sursis pour l'orchestre ; le résultat la déçoit malgré le scénario signé par Arthur Miller avec sa collaboration, car l’image du camp est fortement édulcorée, et Vanessa Redgrave, l'actrice qui l'incarne, ne lui ressemble pas, d’autant plus qu’elle suscite les critiques de nombreux Juifs en raison de ses sympathies pour l’Organisation de libération de la Palestine.
Fania Fénelon meurt à Paris le 19 décembre 1983.